# Красный Двор (Новгородская область)
Кра́сный Двор — деревня в Шимском районе Новгородской области в составе Подгощского сельского поселения.

## География
Находится в западной части Новгородской области на расстоянии приблизительно 3 км на юго-запад по прямой от районного центра поселка Шимск на правом берегу Шелони.

## История
Упоминается как деревня «Великий двор» на Подробной карте Российской Империи и близлежащих заграничных владений. Столистовая карта, изданной в 1816 году, переиздание карты 1801—1804 годов.
На картах, начиная с 1830 года упоминается, как "Княжий Двор. В середине XIX столетия на территории современной деревни находился Лагерь гренадерского полка.
Была отмечена на карте 1942 года как совхоз «Красный Двор».

## Население
Численность населения: 321 человек (русские 90 %) в 2002 году, 304 в 2010.